# Bernardo Pascual Quinzio
Bernardo Pascual Quinzio (San Luis, 23 de septiembre de 1949) es un abogado y político argentino del Partido Justicialista. Se desempeñó como vicegobernador de la provincia de San Luis entre 1991 y 1995, como senador nacional entre 1995 y 1997 y diputado nacional por la misma provincia entre 1997 y 2001.

## Biografía
Nació en la ciudad de San Luis en 1949. Egresó como maestro normal nacional en 1967 y en 1973 se recibió de abogado en la Universidad Nacional del Litoral, ejerciendo la profesión.
Entre 1974 y 1976 fue asesor en el Ministerio de Economía de la provincia de San Luis. Entre 1983 y 1985 fue secretario legislativo de la Cámara de Diputados de la Provincia de San Luis, asesor del bloque de diputados justicialistas al año siguiente, secretario general de la Gobernación en 1987 y secretario legislativo de la Cámara de Senadores de la Provincia de San Luis de 1987 a 1990.
En el ámbito partidario fue apoderado del Partido Justicialista (PJ) de San Luis desde 1983. En 1990 fue designado ministro de Bienestar Social de San Luis por el gobernador Adolfo Rodríguez Saá y en las elecciones provinciales de 1991, fue elegido vicegobernador de la provincia, secundando a Rodríguez Saá hasta 1995.
En las elecciones al Senado de 1995, fue elegido senador nacional por San Luis, con mandato hasta 2001. Fue presidente de la comisión de Asuntos Penales y Regímenes Carcelarios; vicepresidente de la comisión de Juicio Político y vocal en las comisiones de Interior y Justicia; de Legislación General; de Presupuesto y Hacienda; de Educación; de Comercio; de Esclarecimiento del Atentado a la AMIA; de Drogadicción y Narcotráfico; de Estudio del Régimen de Coparticipación Federal Impositiva; y de Implementación del Juicio Oral.
Renunció al Senado luego de que en las elecciones legislativas de 1997, fuera elegido diputado nacional por San Luis, con mandato hasta diciembre de 2001. A principios de marzo de 2001, renunció a su banca tras ser designado ministro de Salud Pública de San Luis por el gobernador Adolfo Rodríguez Saá. En la Cámara de Diputados, su mandato fue completado por Luis Lusquiños.
En 2013 fue designado conjuez del Superior Tribunal de San Luis.